# Rhododendron declivatum
Rhododendron declivatum är en ljungväxtart som beskrevs av Ren Chang Ching och H.P. Yang. Rhododendron declivatum ingår i släktet rododendron, och familjen ljungväxter. Inga underarter finns listade i Catalogue of Life.